# 灯籠流し (川中美幸の曲)
「灯籠流し」（とうろうながし）は、日本の演歌歌手川中美幸のシングルである。2006年7月1日発売。発売元はテイチクエンタテインメント。

## 収録曲
1. 灯籠流し(5:17)
作詞：たかたかし、作曲：弦哲也、編曲：前田俊明
2. 灯籠流し（オリジナル・カラオケ）(5:17)
3. 灯籠流し（メロ入りカラオケ）(5:17)
4. おんな神輿(4:04)
作詞：水木かおる、作曲：芳賀邦比庫、編曲：竜崎孝路
5. おんな神輿（オリジナル・カラオケ）(4:01)